# Katastrofa lotu Yeti Airlines 691
Katastrofa lotu Yeti Airlines 691 – miała miejsce 15 stycznia 2023 roku w Nepalu. Samolot ATR 72-500 (nr rej. 9N-ANC), należący linii Yeti Airlines, lecący z Katmandu z 72 osobami na pokładzie, rozbił się podczas podchodzenia do lądowania w Pokharze. Zginęły wszystkie 72 osoby na pokładzie (68 pasażerów i 4 członków załogi). Była to największa katastrofa lotnicza w Nepalu od katastrofy lotu Pakistan International Airlines 268, do której doszło we wrześniu 1992 roku.

## Przebieg lotu

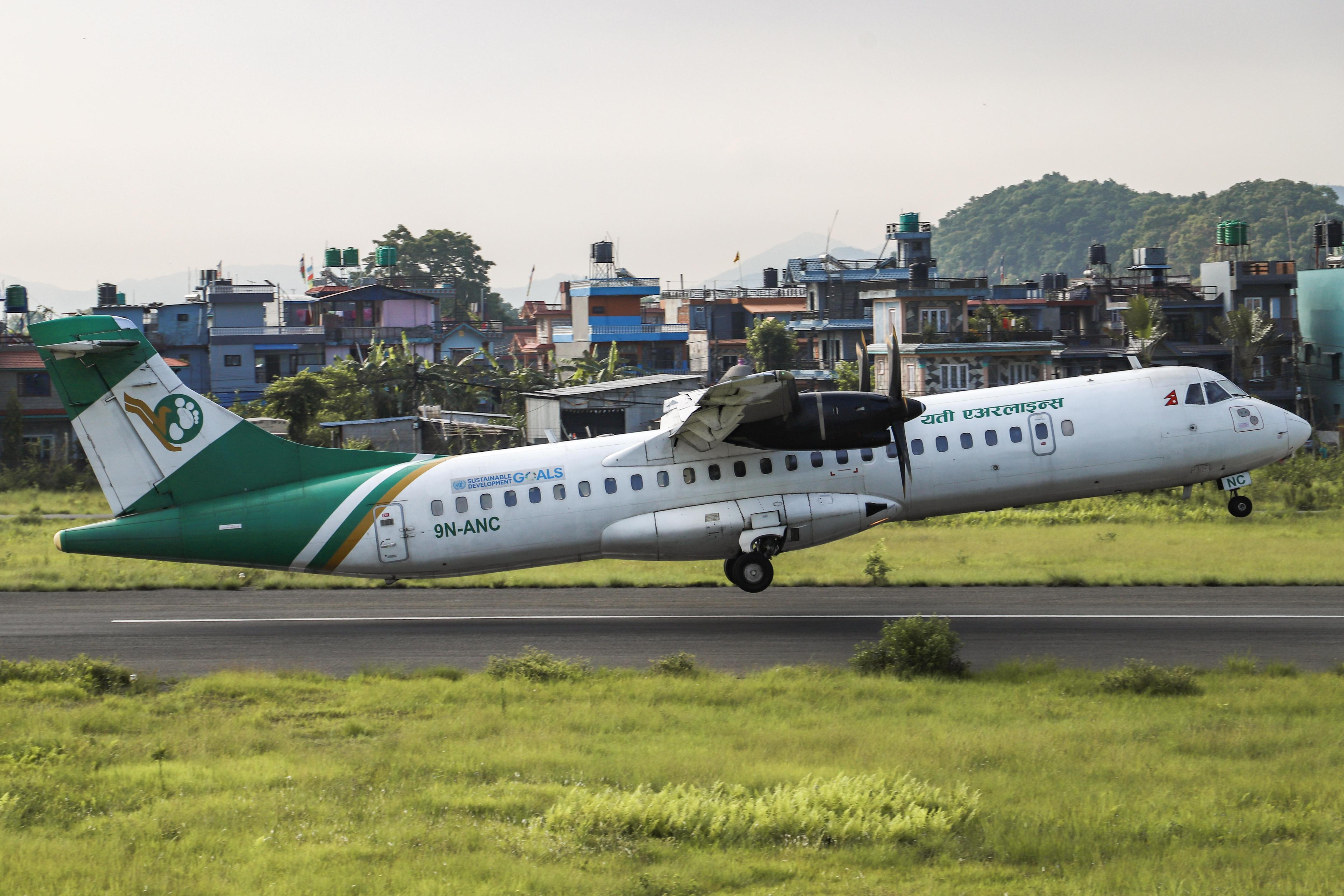
ATR 72-500, który uległ katastrofie (nr rej. 9N-ANC). Zdjęcie wykonano w maju 2022 roku.

Samolot ATR 72-500, należący do linii lotniczych Yeti Airlines, odbywał lot krajowy z Katmandu do Pokhary. Na pokładzie były 72 osoby – 68 pasażerów i 4 członków załogi. Samolot wystartował o godz. 10:33 z portu lotniczego w Katmandu. Po około 30 minutach lotu samolot rozpoczął procedurę zniżania do lotniska w Pokharze. Niespodziewanie maszyna zaczęła ostro skręcać w lewo, mijając domy, i uderzyła o wąwóz rzeki Kali Gandaki, 2 km od lotniska w Pokharze. Kolizja z ziemią spowodowała całkowity rozpad kadłuba. Wrak stanął w płomieniach.
Film nagrany z ziemi na krótko przed katastrofą pokazał, że samolot z wypuszczonym podwoziem przechyla się stromo w lewo przed rozbiciem. Inny film, transmitowany na żywo z wnętrza samolotu przez jednego z pasażerów, pokazuje pasażerów nieświadomych jakiegokolwiek zagrożenia na kilka sekund przed katastrofą.
16 stycznia w miejscu katastrofy zostały odnalezione oba rejestratory lotu.
W Nepalu 16 stycznia 2023 został ogłoszony dniem żałoby narodowej.

## Ofiary katastrofy
Podczas feralnego lotu kapitanem samolotu był Kamal KC, a drugim pilotem była Anju Khatiwada.
| Kraj             | Pasażerowie | Załoga | Razem |
| ---------------- | ----------- | ------ | ----- |
| Nepal            | 53          | 4      | 57    |
| Indie            | 5           | -      | 5     |
| Rosja            | 4           | -      | 4     |
| Korea Południowa | 2           | -      | 2     |
| Argentyna        | 1           | -      | 1     |
| Australia        | 1           | -      | 1     |
| Francja          | 1           | -      | 1     |
| Wielka Brytania  | 1           | -      | 1     |
| Razem            | 68          | 4      | 72    |

## Śledztwo
Po katastrofie powołano komisję do badań nad wypadkiem. Za przyczynę wypadku uznano niezamierzone ustawienie obu śmigieł w chorągiewkę, co spowodowało utratę ciągu i uderzenie w ziemię. We wraku maszyny znaleziono manetki skoku śmigieł w położeniu neutralnym, takie ustawienie trwało około minuty co wykazały zapisy „czarnej skrzynki”.